# هوچمتلی
هوچمتلی (به لاتین: Hochmättli) یک کوه در سوئیس است که در کانتون سنت گالن واقع شده‌است. هوچمتلی ۲٬۲۵۲ متر بالاتر از سطح دریا واقع شده‌است.